# Городское поселение город Сусуман
Городско́е поселе́ние «город Сусуман» — упразднённое муниципальное образование в Сусуманском районе Магаданской области Российской Федерации.
Административный центр — город Сусуман.

## История
Статус и границы городского поселения установлены Законом Магаданской области от 28 декабря 2004 года № 511-ОЗ «О границах и статусе муниципальных образований в Магаданской области»
Законом Магаданской области от 8 апреля 2015 года № 1886-ОЗ, 1 мая 2015 года городские поселения «город Сусуман», «посёлок Холодный», «посёлок Мяунджа» и сельское поселение «посёлок Широкий» преобразованы, путём объединения, в муниципальное образование «Сусуманский городской округ» с административным центром в городе Сусумане.

## Население
| 2009 | 2010  | 2011  | 2012  | 2013  | 2014  | 2015  |
| ---- | ----- | ----- | ----- | ----- | ----- | ----- |
| 6031 | ↘5855 | ↘5789 | ↘5560 | ↘5313 | ↘5157 | ↘5010 |

## Состав городского поселения
| № | Населённый пункт | Тип населённого пункта        | Население |
| - | ---------------- | ----------------------------- | --------- |
| 1 | Сусуман          | город, административный центр | ↘4175     |